# Жулвін (Мендзижецький повіт)
Жулвін (пол. Żółwin) — село в Польщі, у гміні М'єндзижеч Мендзижецького повіту Любуського воєводства.
Населення — 162 особи (2011).
У 1975-1998 роках село належало до Гожовського воєводства.

## Демографія
Демографічна структура станом на 31 березня 2011 року:
|          | Загалом | Допрацездатний вік | Працездатний вік | Постпрацездатний вік |
| -------- | ------- | ------------------ | ---------------- | -------------------- |
| Чоловіки | 82      | 29                 | 46               | 7                    |
| Жінки    | 80      | 17                 | 51               | 12                   |
| Разом    | 162     | 46                 | 97               | 19                   |